# Cyrtogaster simplex
Cyrtogaster simplex är en stekelart som beskrevs av Huang 1992. Cyrtogaster simplex ingår i släktet Cyrtogaster och familjen puppglanssteklar. Inga underarter finns listade i Catalogue of Life.